# شرکت هوانوردی ساپ‌ویث
شرکت هوانوردی ساپ‌ویت (انگلیسی: Sopwith Aviation Company) یک شرکت انگلیسی ساخت هواگرد بود که برای یگان پروازی پادشاهی بریتانیا و بعدها برای نیروی هوایی سلطنتی بریتانیا در طی جنگ جهانی اول هواگرد می‌ساخت. از تولیدات مهم این شرکت می‌توان به کمل اشاره کرد.